# Irã nos Jogos Olímpicos de Inverno de 1976
O Irã competiu nos Jogos Olímpicos de Inverno de 1976, realizados em Innsbruck, Áustria.